# El Bejarín
El Bejarín es una localidad y pedanía española perteneciente al municipio de Purullena, en la provincia de Granada, comunidad autónoma de Andalucía. Está situada en la parte central de la comarca de Guadix. Cerca de esta localidad se encuentran los núcleos de Benalúa, Guadix y Belerda.
Las tierras de El Bejarín están bañadas por el río Fardes, principal afluente del Guadiana Menor, y por el río Guadix.

## Historia
La historia de El Bejarín se define por la compra-venta de éste a lo largo de los años, pasando así por diversos propietarios. A finales del siglo XV era propietario de gran parte de El Bejarín, según un documento del 25 de mayo de 1494, Sancho Benavides, del cual se sabe que arrienda todas las tierras que tenía en los pagos de Albejarín y de Acequia a varios musulmanes de Guadix y otros lugares. Más tarde, sería dueño Alonso Álvarez de Bohórquez. La propiedad pasó al Duque de Gor, los descendientes de este venderían la propiedad al Don Ramón Fernández de Córdoba, Marqués de Zarco. Por último Don Manuel Pardo y Pardo, compraría El Bejarín, según la escritura dada en Madrid el 25 de febrero de 1924.
Según los documentos encontrados el pueblo ha cambiado de nombre en distintas ocasiones: Albexarín, Albejarín, El Vejarín, Vejarín y aldea o villa de El Bejarín.

### Crimen de El Bejarín
El famoso crimen ocurrió el 30 de enero de 1952. Un hombre llamado Antonio Hernández quería adueñarse de las tierras y bienes de un matrimonio anciano que no tenía descendencia. Cuando entendió que esa herencia no sería para él, fue a la casa de la anciana para que le firmara los papeles que le traía y así quedarse con las tierras. Ella se negó, hecho que le llevó a ver la muerte. En esa casa trabajaba de criada la propia prima del criminal, a la que también tuvo que matar para que no le delatara. Por último, fue al dormitorio donde dormía el viejo sordo y de un navajazo lo asesinó. Después de todos los crímenes, Antonio Hernández no sabía qué hacer, pero pronto comenzó a cortar y quemar los cuerpos uno a uno mientras se fumaba un paquete de tabaco.
El hedor y la gran humareda fueron las delatoras del terrible crimen, que fue descubierto y ajusticiado. Antonio Hernández fue condenado a muerte con garrote vil.

## Cultura

### Fiestas

#### Fiesta de San Antón
La fiesta más importante es la de San Antón; es una fiesta cívico-religiosa que tiene lugar el 17 de enero. La tradición dice que los labradores del pueblo daban nueve vueltas a la iglesia con sus animales, práctica que ha desaparecido con los años.
La fiesta comienza en la víspera, el día 16 de enero con la quema, por parte de todos los vecinos, de los chiscos. El día grande, el 17, se empieza con una diana floreada por todo el pueblo para despertar a todos los vecinos. A las 12 de la mañana se celebra la misa mayor y, a continuación, la procesión por todas las calles del pueblo. Uno de los momentos más especiales es cuando el paso llega al mirador, el cual lleva su nombre y desde donde se lanzan cohetes y se bendice toda la vega accitana.
El día finaliza con las celebraciones cívicas más comunes como la verbena, actividades deportivas, juegos, etc.

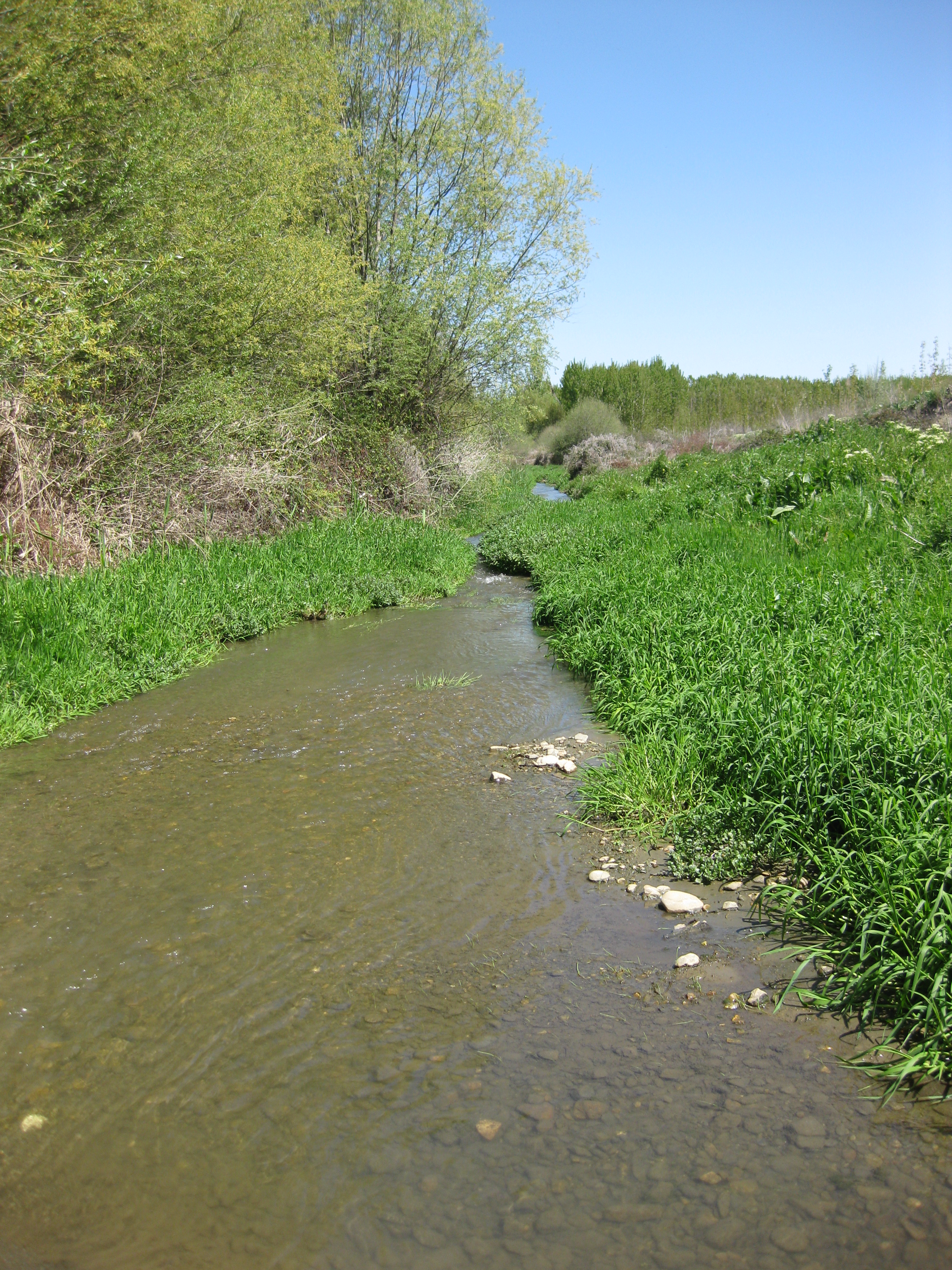
El río Fardes a su paso por El Bejarín

#### Fiesta de San Blas
Otra fiesta importante que se celebra es la de San Blas, el día 3 de febrero. La celebración es similar a la realizada en la fiesta de San Antón. Sin embargo, se introduce una curiosidad gastronómica: Se continúa con la costumbre de la bendición de los roscos de pan, comúnmente llamados roscos de San Blas y también el reparto de los mismos en la puerta de la iglesia o a lo largo del recorrido procesional por todas las calles del pueblo.
La organización y realización de estas fiestas, en honor a los patrones del pueblo, corre a cargo de los llamados mayordomos, los cuales son elegidos cada año por un vecino del pueblo que se dedica a esta tarea, privilegiándose así de este honor todos los vecinos y vecinas de El Bejarín.

#### Fiesta del Melocotón
También es tradición la festividad de la Virgen de Fátima, que se celebra el primer domingo de agosto. Se saca en procesión, tradicionalmente, a Nuestra Señora de Fátima por todo el pueblo hasta llegar al río Fardes, donde se celebra la santa misa y después la imagen regresa a su templo. Es una procesión que cuenta con la participación de numerosos peregrinos. En torno a esta fiesta, como colofón al clima veraniego, se celebran diversas actividades deportivas y lúdicas: talleres infantiles, fiesta de la espuma, torneo de fútbol sala,etc ordanizadas por el ayuntamiento.